# الرابطة ما بين الجهات لكرة القدم 2010–11
الرابطة ما بين الجهات لكرة القدم 2010–11 هو موسم من الرابطة ما بين الجهات لكرة القدم. فاز فيه اتحاد بلدية الأخضرية.